# Cinegraf
El proyector Cine Graf o Cinegraf fue un dispositivo similar a la linterna mágica, de uso doméstico y pantentado en 1947 por Macchiavelli y Gurkis. Se trataba de un proyector manual de películas confeccionadas en papel translúcido o celofán en algunas ocasiones, en color o blanco y negro.

## Características
El proyector constaba de un cuerpo metálico con un pie, tapa y ventiletes dentro del cual se disponía una lámpara o bombilla de 60 W. Anexados por dos brazos al cuerpo del equipo se disponían dos carretes con películas que se accionaban mediante pequeñas manivelas que hacían grar el rollo, completando el sistema una lente graduable para darle mayor nitidez a la proyección. Las películas producían una imagen fija siendo el sistema similar a una historieta proyectada sobre un telón o pared. Las películas en sí estaban fabricadas en papel translúcido, ya fuese en color o blanco y negro, y ofrecían gran variedad de argumentos, que iban desde el mero entretenimiento con personajes de los cómics como Popeye, Porky o el Gato Félix, cuentos de Perrault o los Hermanos Grimm o narraciones clásicas como las de las Mil y una noches, hasta biografías de próceres argentinos como San Martín o Belgrano. El diseño del equipo brindaba la posibilidad de que los aficionados al dibujo crearan sus propias presentaciones visuales incluso añadiéndole sonido con algún equipo extra similar a las presentaciones audiovisuales con diapositivas o las futuras presentaciones de Microsoft Powerpoint.
Originalmente el proyector no constaba de ventiletes. Este hecho sumado a que era de material metálico y albergaba en su interior una lámpara, hacía que levantase mucha temperatura en un corto tiempo, lo que llevó a que en los años sucesivos se le incorporasen mejoras como las mencionadas ventilas.

## Patentamiento
La patente del  proyector Cine Graf para usos domésticos tuvo lugar en enero del año 1947 por Macchiavelli y Gurkis, ambos propietarios de la firma Cine Graf Co. En el año 1956 Roberto Alfredo Macchiavelli finalmente asume la titularidad de la empresa  como  único dueño. La evolución del equipo sería a finales de los años 60s donde se le incorporó carretes irrompibles, las mencionada ventilas y además se montó un dispositivo eléctrico que generaba más luminosidad, permitiendo que la proyección se pudiera realizar a mayor distancia.
Por ese entonces era la revista Billiken uno de los medios que promocionaban los equipos de Cine Graf. Los montos, tanto de Cine Graf como de otros juguetes de la época eran omitidos en algunas de las publicidades y finalmente resultaban elevados para la clase media promedio de aquel entonces.
En la década de los 70 y principios de los 80s otras compañías comenzaron a patentar sus propios proyectores similares, como fue el caso del proyector Cinerol y Goldstar entre otros.